# The Game (album)
The Game este al optulea album de studio al trupei Queen lansat pe 30 iunie 1980. A fost singurul album Queen care a atins primul loc atât în Marea Britanie cât și în Statele Unite , devenind cel mai bine vândut album de studio al formației în SUA, cu patru milioane de copii , la fel ca și News Of The World. Dintre melodiile notabile de pe album, "Another One Bites The Dust" și "Crazy Little Thing Called Love" au atins primul loc în Statele Unite. The Game a fost primul album Queen pe care s-a folosit sintetizatorul. Inițial titlul albumului era "Play The Game".

## Tracklist
1. "Play The Game" (Freddie Mercury) (3:30)
2. "Dragon Attack" (Brian May) (4:18)
3. "Another One Bites The Dust" (John Deacon) (3:35)
4. "Need Your Loving Tonight" (Deacon ) (2:50)
5. "Crazy Little Thing Called Love" (Mercury) (2:44)
6. "Rock It (Prime Jive)" (Roger Taylor) (4:32)
7. "Don't Try Suicide" (Mercury) (3:53)
8. "Sail Away Sweet Sister (To The Sister I Never Had)" (May) (3:33)
9. "Coming Soon" (Taylor) (2:51)
10. "Save Me" (May) (3:50)

## Single-uri
- "Crazy Little Thing Called Love" (1979)
- "Save Me" (1980)
- "Play The Game" (1980)
- "Another One Bites The Dust" (1980)
- "Need Your Loving Tonight" (1980)

## Componență
- Freddie Mercury - voce, pian, voce de fundal, chitară, sintetizator
- Brian May - chitare electrice , acustice și cu 12 coarde, pian, voce, voce de fundal, sintetizator
- Roger Taylor - tobe, tobe electronice, chitară, voce, voce de fundal, sintetizator
- John Deacon - bas, chitară, pian